# Polyalthia borneensis
Polyalthia borneensis este o specie de plante din genul Polyalthia, familia Annonaceae, descrisă de Elmer Drew Merrill. Conform Catalogue of Life specia Polyalthia borneensis nu are subspecii cunoscute.